# Torre Matella
La Torre Matella a Culla, a la comarca de l'Alt Maestrat, també coneguda com l'Hostalet, masia fortificada Torre de la Marquesa, fins i tot Torre de la Marquesa, és una torre civil que forma part d'una residència fortificada, que està catalogada com Bé d'Interès Cultural, presentant anotació ministerial: RI-51-0011256, i data d'anotació 28 de desembre de 2004.
Culla és un municipi que es localitza sobre la mola del mateix nom i és en la part més alta de la localitat on es troba el castell i al voltant de la mateixa el recinte emmurallat.
La Torre del Palomar es troba a l'anomenada Partida Matella al terme municipal de Culla, al camí que va de Culla a la Torre d'en Besora.

## Història
Culla és una població de remots orígens que arriben a èpoques prehistòriques, la qual cosa queda palesa en les restes arqueològiques i a les pintures rupestres que es localitzen en la seva demarcació>
Fins al segle xiii, amb la conquesta dels territoris per les tropes del rei Jaume I d'Aragó, Culla va estar sota el domini àrab. A 1233 va ser reconquerida per Blasco d'Alagó, rebent la Carta Pobla a 1244.
És aquest moment històric, Culla tenia un important castell, el conegut com Castell de Culla, per la seua estratègica situació geogràfica i l'ampli territori que dominava.
Com va passar amb territoris i edificis d'altres localitats properes, amb el temps Culla va acabar pertanyent a l'Orde del Temple, al voltant de 1303, passant més tard, en entrar en crisi l'esmentada orde militar a l'Orde de Montesa.
A 1345 es produeix el naixement del que es va anomenar La Setena de Culla o "Comunitat d'herbatge" constituïda per: Culla, Atzeneta, Vistabella, Benassal, La Torre d'en Besora, Benafigos i Vilar de Canes. Es tractava d'una agrupació de municipis que va dur a terme la compra dels drets d'explotació dels recursos pecuaris i forestals a l'Orde de Montesa, que s'estava quedant amb totes les possessions de l'Orde del Temple, les quals afectaven a tots els municipis de la Comunitat; amb això pretenien defensar amb més força els seus interessos ramaders comuns, enfront dels de l'Orde de Montesa. Aquesta agrupació va seguir en funcionament fins a mitjan segle xix. No es pot perdre de vista que la principal activitat econòmica de la zona en aquesta època era l'agricultura de secà (ametller, olivera, avellaner, vinya i cereals), i la ramaderia, especialment l'extensiva (oví, caprí, boví) i, en molta menor importància, la ramaderia intensiva sobretot de porcí, avícola i apícola.
Durant el segle xviii, el castell de Culla va perdre poder polític i administratiu.
Aquest fenomen va coincidir amb les remodelacions urbanístiques que es van dur a terme durant aquest segle a Culla, com van ser la construcció de l'església, coneguda com a església del Salvador; l'ermita de Sant Cristòfol; així com obres de millora i ampliació del nucli urbà en general.
La torre es trobava sota el domini del  castell de Culla, que era un dels castells més importants del nord de Castelló, comprenent els seus dominis entre d'altres: Culla, (capital del districte), Atzeneta, Benafigos, Benassal, Corbó, Castellar, La Torre d'en Besora, Vilar de Canes, Vilafranca i Vistabella.
Més tard va passar a l'Orde de Montesa, després de la desaparició de l'Orde del Temple. Amb el temps en què s'ubica la torre va acabar en mans de Faust Vallès i Vega en 1772, que va ser deixant als seus successors en herència, fins que l'1 de novembre de 1866, Arturo Vallés i Mas, net de l'anterior rescatar el domini directe de la finca i es va convertir en propietari definitiu de la finca. Don Arturo Vallés, va arribar a ser baró de la Pobla Tornesa i de la Serra d'en Galceran, per Real Ordre de 6 de febrer de 1864. Anys més tard, a 1877, per decret del Govern Civil de Castelló es concedeix al baró de la Pobla Tornesa, la qualificació de Colònia Agrícola per la finca de la Torre Matella, i sent per tant beneficiari de tot el que la llei de Colònies (legislació aprovada durant el regnat d'Isabel II amb l'objectiu de crear incentius per a la inversió en el desenvolupament de les riqueses agrícoles i ramaderes del camp espanyol) oferia.
Durant les Guerres Carlines, Culla va ser un lloc constant enfrontament el que va produir el deteriorament en part del seu nucli antic, destacant entre les pèrdues el castell, el qual va quedar totalment destrossat, quedant tal com es contempla en l'actualitat.
De fet, com a conseqüència d'aquest conflicte bèl·lic, a 1872, les masies de la finca van ser abandonades, però a partir de 1876 es van construir noves masies, la nova residència del baró, un palau neogòtic i una església. Cal destacar que malgrat tots els successos esdevinguts, l'antiga torre defensiva va ser respectada.

## Descripció
La Torre Matella, com també se la coneix, se situa a la partida del seu mateix nom, a uns 19 km aproximadament, de Culla. La finca, que comptava amb 439 hectàrees al segle xix, es dedicava al conreu i a la ramaderia. Hi havia dues masies (les quals en 1916 eren la llar de 78 persones).
Es tracta d'una típica torre defensiva típica de les zones rurals situades fora dels recintes poblats majoritàriament. Presenta planta quadrada, de fàbrica de maçoneria, reforçada amb carreus. El sostre és de coberta plana però inclinada, amb rematada a merlets. La presència de certs elements fa sospitar l'ús de la planta superior com colomer. La torre està actualment incorporada a altres construccions posteriors de finals del segle XIX), tots ells protegits per una mena de tanca emmerletada, ja que va ser la residència del baró, per al que es van realitzar reformes i millores en estil neogòtic.